# 米利根 (佛羅里達州)
米利根（英語：Milligan）是位於美國佛羅里達州奧卡魯沙縣的一個非建制地區。該地的面積和人口皆未知。

## 地理
米利根的座標為30°45′09″N 86°38′27″W / 30.75250°N 86.64083°W，而該地的平均海拔高度為33米（即108英尺）。